# NGC 6058
NGC 6058 ist ein 12,9 mag heller planetarischer Nebel im Sternbild Herkules am Nordsternhimmel und etwa 9000 Lichtjahre von der Erde entfernt. 
Er wurde am 18. März 1787 vom deutsch-britischen Astronomen Wilhelm Herschel mit einem 18,7-Zoll-Spiegelteleskop entdeckt, der dabei „vF, eS, 300 power shewed 2 vS stars with nebulosity“ notierte.